# Sonnets (tomik Aubreya de Vere’a)
Sonnets – tomik liryków irlandzkiego poety i dramaturga Aubrey de Vere’a (1788-1846), ojca Aubreya Thomasa de Vere’a, opublikowany w 1875 w Londynie nakładem oficyny Basil Montague Pickering. Zbiorek ma ponad sto stron i zawiera dokładnie sto sonetów. Sonety Aubrey de Vere’a starszego przyciągnęły uwagę Williama Wordswortha, który stwierdził, że są most perfect of the age.